# Ordine del porcospino
L'Ordine del porcospino (in francese "Ordre du Porc-Épic"), è stato un ordine cavalleresco francese istituito da Luigi di Valois, Duca di Orléans, nel 1394.

## Storia
Luigi di Valois, Duca di Orléans fondò l'ordine in occasione del battesimo di suo figlio ed erede Carlo di Valois-Orléans nel 1394, dichiarandosene Gran Maestro e fissando a 25 il numero massimo dei cavalieri che potesse nominare. 
Si dice che egli scelse questo animale come monito al suo nemico giurato il duca Giovanni di Borgogna, per simboleggiare infatti che si sarebbe vendicato della sua spavalderia come il porcospino usa i suoi aculei contro coloro che lo offendono. Tuttavia, quando Filippo III di Borgogna aiutò Carlo a venire liberato dalla prigionia, i due si scambiarono vicendevolmente i cavalierati dell'Ordine del porcospino e dell'Ordine del Toson d'Oro nel 1430. 
L'Ordine fu soppresso nel 1498 da re Luigi XII di Francia (figlio del duca Carlo, quindi nipote di Luigi), che gli preferì l'Ordine di San Michele. Egli decise tuttavia di recuperare ed usare personalmente come stemma il porcospino, che apparve sul suo scudo e sulle sue monete insieme al motto latino dell'ordine "cominus et eminus" (ovvero "da vicino e da lontano"), legato alla credenza che i porcospini potessero lanciare lontano i loro aculei.

## Insegne

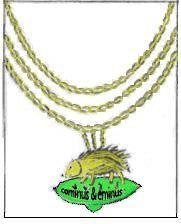
Collare dell'ordine, rappresentazione grafica

Il collare dell'ordine si componeva di tre catene d'oro intrecciate, sulle quali pendeva l'effige in oro di un porcospino, poggiato su un prato verde con fiori composto da smalti.
La veste cerimoniale dell'ordine era una cappa azzurra (o violacea, secondo altre fonti), foderata di raso color cremisi, sulla quale poggiava un mantelletto ed un cappuccio anch'essi cremisi. Sotto di ciò, i cavalieri vestivano un lungo abito viola.
Inoltre i cavalieri ricevevano, al momento della loro nomina, un anello d'oro ornato da un cameo (nel francese dell'epoca "camaïeu" o "kamaheu" o "camail") sul quale era inciso un porcospino. Per questo motivo l'ordine veniva anche chiamato "Ordine del cameo".

## Galleria d'immagini

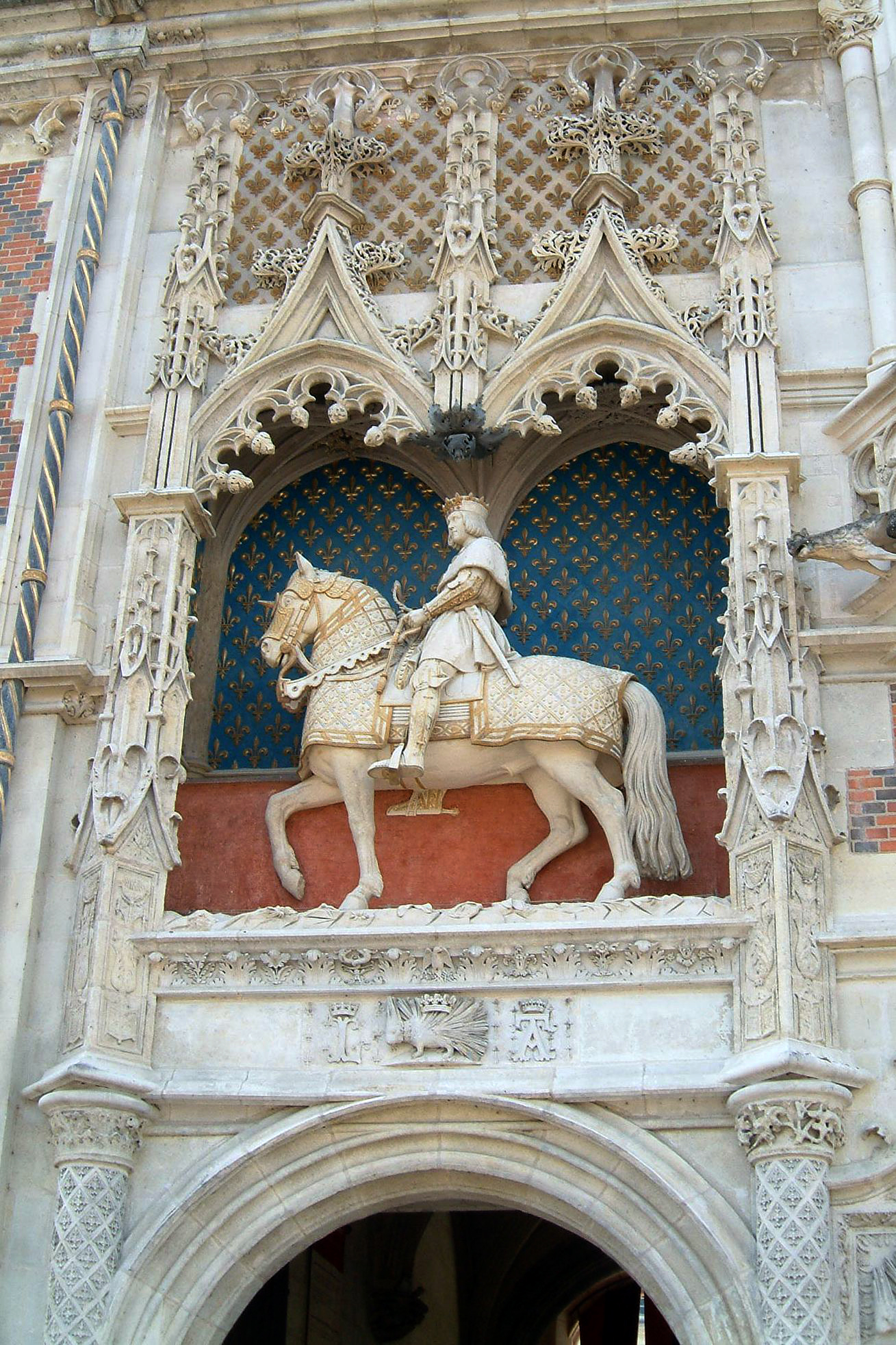
Incisione del porcospino incoronato al di sotto di una statua di Luigi XII presso il Castello di Blois
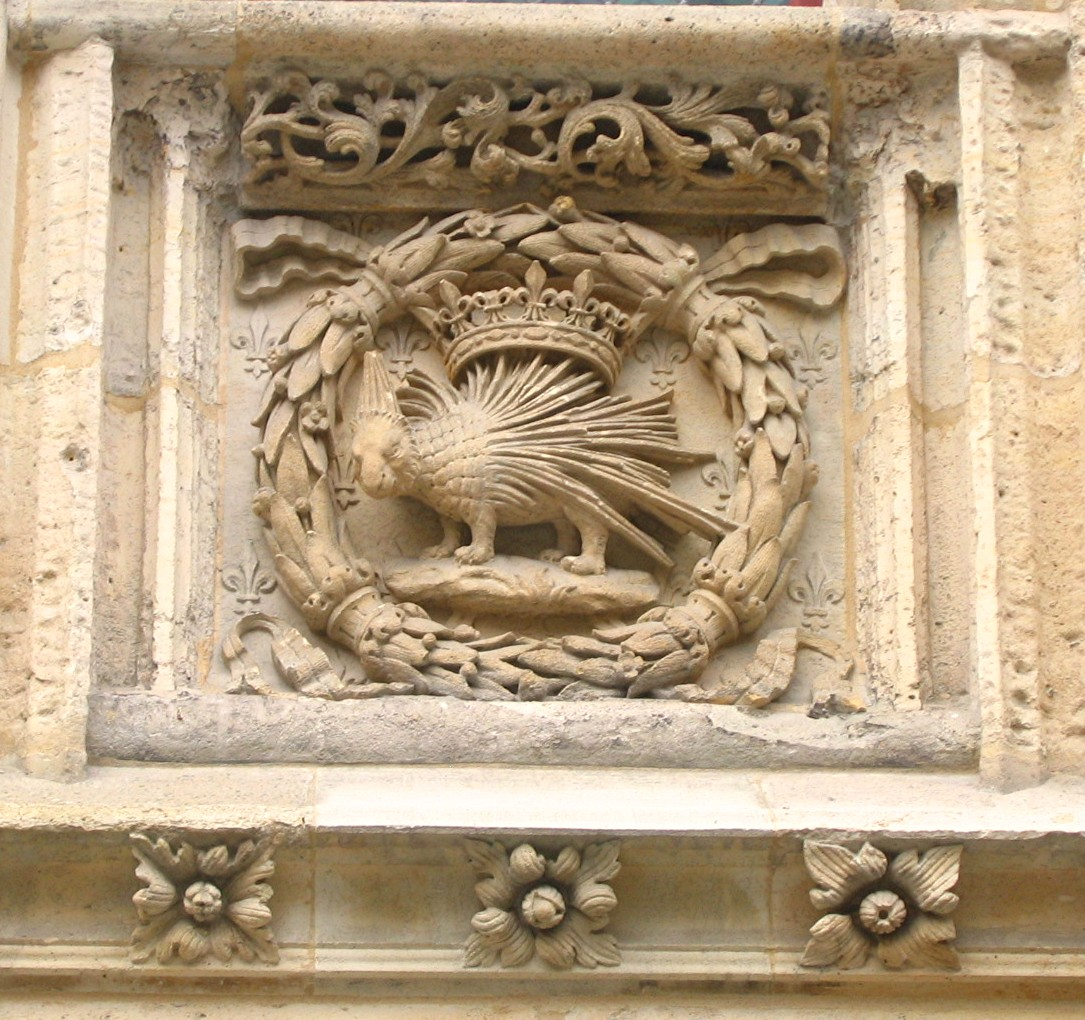
Dettaglio di porcospino incoronato presso l'Hôtel de Bourgtheroulde, Rouen
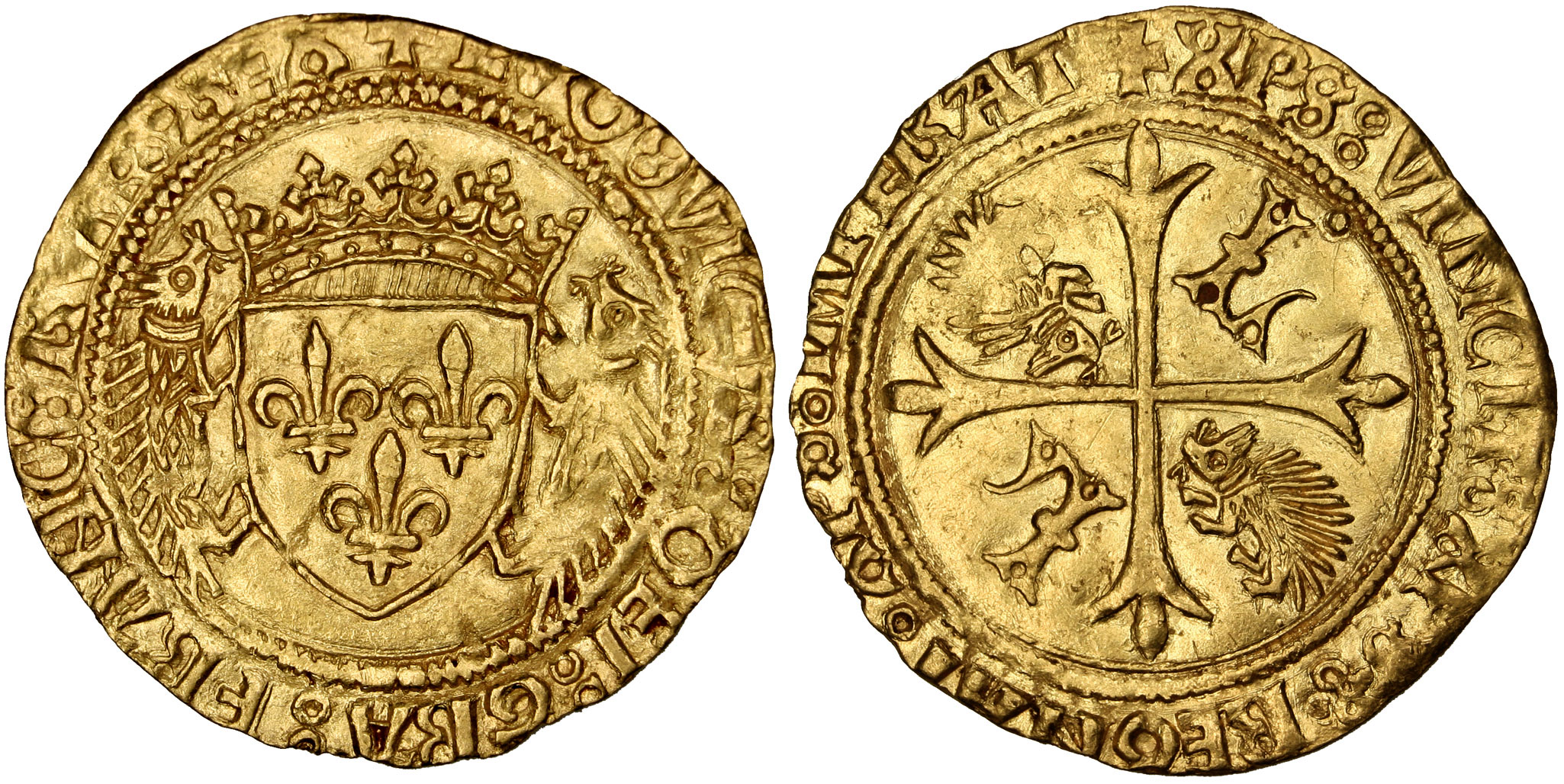
Monete di Luigi XII con lo stemma reale attorniato da porcospini con altre loro effigi sul retro della moneta insieme al monogramma del sovrano
Impresa reale di Luigi XII